# 美田線
美田線（ミジョンせん）は、大韓民国慶尚南道密陽市の美田駅と同市の洛東江駅までを結ぶ韓国鉄道公社（KORAIL）の鉄道路線である。
京釜線の支線であり、京釜線ソウル方面と慶全線を接続している。

## 沿革
- 1945年6月1日 - 開業。
- 2004年4月1日 - 京釜線立体交差改良・複線化。
- 2010年12月15日 - 慶全線複線電化開通と同時に電化。

## 駅一覧
- KTX、ITX-セマウル、ムグンファ号全列車美田線内全駅通過。
- 駅所在地は全線慶尚南道密陽市内。

| 駅名       | 駅名       | 駅間キロ (km) | 累計キロ (km) | 接続路線             |
| 日本語     | ハングル   | 駅間キロ (km) | 累計キロ (km) | 接続路線             |
| ---------- | ---------- | ------------- | ------------- | -------------------- |
| 美田信号所 | 미전신호소 | 0.0           | 0.0           | 韓国鉄道公社：京釜線 |
| 洛東江駅   | 낙동강역   | 1.6           | 1.6           | 韓国鉄道公社：慶全線 |